# Muhammad Zia-ul-Haq
General Muhammad Zia-ul-Haq (Punjabi, Urdú: محمد ضياء الحق 
Jullundar 12 d'agost de 1924 – 17 d'agost de 1988), fou el quart cap d'administrador de la llei marcial i sisè president del Pakistan del juliol de 1977 a la seva mort l'agost de 1988.
Va entrar a l'exèrcit al final de la II Guerra Mundial i va anar ascendint; el 1970 estava destinat a Jordània on va participar en la repressió dels palestins en l'anomenat "setembre negre" i en la que es va destacar. Quan el govern militar va caure després de la pèrdua del Pakistan Oriental, el president civil Zulfikar Ali Bhutto va cessar a set militars d'alt rang i va nomenar Zia ul-Haq com a cap d'estat major. Des de llavors va conspirar per enderrocar el poder civil. Aprofitant els disturbis que van seguir a les eleccions del 1977, va enderrocar a Bhutto en un sagnant cop d'estat (5 de juliol de 1977) i va agafar el poder imposant una política extremista conservadora islàmica.
Va fer executar a Bhutto acusat de complicitat en un assassinat (1979). Va obtenir el suport del partit radical islàmic (Jamaat al-Islam) dirigit per Mawdudi que després de la invasió soviètica de l'Afganistan el 1979 va declarar legitima la gihad. En endavant va promulgar diverses lleis islàmiques considerades com el primer pas cap a un estat teocràtic musulmà, que en una primera sèrie (Les Ordenances Hudud) va crear per exemple uns "crims islàmics" com l'adulteri, la violació, la fornicació, etc.que serien jutjats per jurisdiccions especials sota autoritat d'una cort federal de la xaria formada per jutges i ulemes. La segona sèrie de mesures (1980) preveia la islamització de l'economia creant impostos islàmics (zakat, ushr), limitant els interessos als bancs i prohibint la usura (riba). A l'Afganistan va donar suport als elements més radicals.
A partir de 1985 quan va començar la retirada soviètica, Zia, sota pressió internacional, va decidir organitzar unes eleccions que van mostrar una reculada considerable de la Jamaat al-Islami; llavors es va girar cap a la Lliga Musulmana i els partits ètnics. L'economia va créixer en aquest temps al 7% mercès a una conjuntura internacional favorable. El 1988 va anunciar noves eleccions però va morir en un accident d'aviació el 17 d'agost de 1988, en circumstàncies mai aclarides. Una enquesta va dictaminar que la causa més probable fou un sabotatge (un gas verinós que va afectar els tripulants); hi va haver dos conclusions diferents, una que l'aparell va esclatar en vol i l'altra que va esclatar al caure. El govern va rebutjar les teories i va decidir que era un accident.